# Агаба, Тим
Тимоти Эрнест Виктор Квизера Агаба (англ. Timothy Ernest Victor Kwizera Agaba), также известный как Тим Агаба (англ. Tim Agaba, родился 23 июля 1989 года) — южноафриканский регбист угандийского происхождения, выступающий на позициях фланкера и восьмого. Бронзовый призёр летних Олимпийских игр 2016 года в составе сборной ЮАР по регби-7.

## Карьера

### Клубная
Из Уганды он переехал в Транскей, а оттуда в Ист-Лондон, где учился в средней школе Стерлинга и начал заниматься регби. В 2007 году был включён в заявку команды «Бордер Буллдогс», с которой выступал на неделе Кравена в Стелленбосе. После окончания школы он переехал в Дурбан, где поступил в академию «Шаркс», однако из-за травм провёл всего два матча за команду U-21 в чемпионате провинций ЮАР.
В 2012 году Агаба начал выступать за регбийную команду «Мадибаз» из университета Нельсона Манделы, сыграв с ней в кубке Varsity 2012: он провёл 5 матчей в турнире и занёс попытку в игре против «Стелленбос Матайас». В 2013 году он стал основным на позиции восьмого в Кубке Varsity, выйдя в стартовом составе в 6 встречах из 8, а «Нельсон Мандела Мадибаз» дошли до полуфинала. В том же году в Кубке Vodacom он дебютировал за «Истерн Провинс Кингз» в матче против «Фри Стейт Читаз» (победа 17:13), а в Малмсбери сыграл против «Боланд Кавальерс».
Наконец, Агаба попал в заявку «Истерн Провинс Кингз» на Кубок Карри 2013 года: он сыграл в первом матче Премьер-дивизиона Кубка Карри 2013 года в Порт-Элизабет против «Пумас» (поражение 13:29), а также вышел в стартовом составе в 8 из 14 матчей регулярного первенства, занеся попытку в игре против «Грифонс» (победа 63:7). «Кингз» завершили регулярный сезон на 2-м месте и попали в полуфинал на «Леопардс», занявшие 3-е место: основное время матча завершилось со счётом 22:22, причём Агаба во втором тайме занёс попытку, а в овертайме «Кингз» вырвали победу 32:29. В финале против «Пумас», однако, «короли» проиграли 30:53.  
В 2014 году Агаба выступил в кубке Varsity за «Мадибаз», занеся попытку в игре против «Матайас», и дошёл до полуфинала второй год подряд: он не вышел на поле в полуфинальной игре против «Пукке», в которой «Мадибаз» потерпели поражение 18:19. В том же году после расширения Кубка Карри с шести до восьми команд в розыгрыше приняли снова участие «Истерн Провинс Кингз»: Агама дебютировал в 8-м туре регулярного чемпионата против «Шаркс» (поражение 24:53), а через неделю сыграл против «Грикуас» (поражение 25:45). Также он сыграл в матче последнего тура против «Пумас», в котором «Кингз» победили 26:25, одержав первую и последнюю победу в том розыгрыше.
В 2015 году Агаба сыграл пять матчей в Кубке Vodacom и занёс попытку в игре против «Фри Стейт Читаз» (поражение 45:50). Его команда заняла 5-е место в Южной конференции, не попав в плей-офф турнира. В том же году он занёс попытку в матче Премьер-дивизиона Кубка Карри против «Шаркс» в Дурбане (поражение 25:33).
С 2017 по 2021 годы Агаба играл за «Буллз» в Супер Регби и «Блю Буллз» в Кубке Карри. В апреле 2021 года было объявлено о переходе игрока во французский «Каркасон» из Про Д2.

### В сборных
В мае 2013 года Агаба сыграл за студенческую сборную ЮАР против основной сборной Намибии. В конце 2015 года, покинув «Кингз» из-за невыплаты обещанной зарплаты и расторгнув контракт, он заключил контракт о выступлении за южноафриканскую сборную по регби-7 на два года.
Агаба был включён в заявку на летнюю Олимпиаду в Рио-де-Жанейро: он сыграл все шесть матчей на турнире. Сборная ЮАР проиграла в полуфинале Великобритании, но завоевала бронзовые медали в матче против Японии.
В сезонах 2016/2017 и 2017/2018 Агаба выигрывал Мировую серию по регби-7 в составе южноафриканской сборной. На Играх Содружества 2018 года в Голд-Косте его сборная, однако, заняла 4-е место.